# Balwierzyszki
Balwierzyszki (lit. Balbieriškis) – miasteczko na Litwie, do 1870 miasto, w okręgu kowieńskim w rejonie Preny, siedziba starostwa Balwierzyszki.
Miasto prywatne Królestwa Kongresowego, położone było w 1827 roku w powiecie mariampolskim, obwodzie mariampolskim województwa augustowskiego. Wieloletnim burmistrzem Balwierzyszek był Walerian Karliński, powstaniec listopadowy, kawaler Złotego Orderu Virtuti Militari. Władze carskie odebrały prawa miejskie 31 maja 1870 w ramach represji po powstaniu styczniowym.
W 1880 roku w miejscowości mieszkało 1167 Żydów, co stanowiło prawie połowę społeczności Balwierzyszek. Działał cheder i Talmud-Tora. W 1881 roku w miasteczku doszło do pogromu. Na dzień przed świętem Jom Kipur (20 września 1881 r.) chłopi z okolicznych wsi, w dzień targowy zaatakowali sklepy żydowskie. Część sklepów zostało ograbionych inne spalone. Zdewastowano również synagogę i bet midrasz. W wyniku zajść 1 osoba zginęła a 20 zostało rannych. 
Za Królestwa Kongresowego istniała wiejska gmina Balwierzyszki.
W kwietniu 1915 Żydzi na mocy ukazu carskiego zostali wypędzeni z miejscowości, które znalazło się w strefie przyfrontowej. Powrócili dopiero pod koniec I wojny światowej. W 1921 roku liczba Żydów spadła do 507.
W 1940 roku, gdy Litwa znalazła się pod okupacją sowiecką, zlikwidowano własność prywatną, sklepy i fabryczki. Zakazano działalności organizacjom i partiom. 
22 czerwca 1941 roku Niemcy zajęli Balwierzyszki. Niemcy przy pomocy nacjonalistów litewskich aresztowali wszystkich mężczyzn pochodzenia żydowskiego. Zatrzymano ich w budynku administracyjnym i po biciu i torturach przewieziono do obozu pracy w Prenach. Grupa ponad stu osób została prawdopodobnie zamordowana 27 sierpnia 1941 roku w północnej części Pren, na lewym brzegu Niemna. Pozostała w miasteczku społeczność żydowska (głównie kilkaset kobiet i dzieci) została przewieziona do Mariampola i tam 1 września 1941 roku zamordowana.
1958–1992 osiedle, od 16 kwietnia 1992 miasteczko.
W Balwierzyszkach urodził się Włodzimierz Bem de Cosban (1889–1954), major kawalerii Wojska Polskiego, kawaler Orderu Virtuti Militari.